# Peine (droit)
Pour l’article homonyme, voir Peine.
Pour les articles ayant des titres homophones, voir Peyne, Paine et Payne.
Une peine, en droit, est la sanction, la punition, le châtiment infligé par une juridiction répressive au nom de la société à une personne physique ou morale qui a enfreint la loi.
Dans divers droits de type civiliste, dont le droit français, on distingue, selon leur gravité, les peines criminelles, les peines délictuelles et les peines contraventionnelles.
Selon leur objectif, on distingue les peines de droit commun des peines politiques.

## Aménagements de peines
Les peines, en tant qu'elles résultent d'un jugement de condamnation, peuvent faire l'objet d'une modulation, d'une conversion ou d'un aménagement. Parmi les aménagements de peines classiques, on compte, en France, la détention domiciliaire sous surveillance électronique, la semi-liberté, le placement à l'extérieur, la libération conditionnelle, le travail d'intérêt général. Ces peines se présentent comme des mesures alternatives à l'incarcération.

## Sens de la peine
S'agissant de la compréhension du « sens de la peine », il se peut qu'il soit utile d'en distinguer trois paliers entremêlés, à savoir : le sens comme ce qui reflète le « bon sens » des peines ; le sens comme ce qui désigne la direction ou l'orientation pénale ; et enfin, le sens comme ce qui détermine la signification pénale.